# Bosanska divizija (Kraljevina Jugoslavija)
Bosanska divizija je bila pehotna divizija Vojske Kraljevine Jugoslavije, ki je bila uničena med aprilsko vojno.
Divizijski štab je bil nastanjen v Sarajevu.

## Organizacija
1. september 1939
- štab (Sarajevo)

- 10. pehotni polk (Sarajevo)
- 15. pehotni polk (Tuzla)
- 6. samostojni artilerijski divizion (Tuzla)
- 22. artilerijski polk (Sarajevo)